# フランク・オハンザ
フランク・オハンザ・ゾア（英: Franck Ohandza Zoa, 1991年9月28日 - ）は、カメルーン・Ngong出身のサッカー選手。黒竜江氷城所属。ポジションは、フォワード。

## 来歴
カメルーンの地域クラブDaga Young Starsでサッカーを始めた。2011年1月、19歳のときにタイ・プレミアリーグのブリーラム・ユナイテッドFCとプロ契約を結び、プロサッカー選手となった。
プロ1年目の2011シーズンは5月24日のサムットソンクラームFC戦でハットトリックを達成。さらに、11月20日のTTMピチットFC戦では1試合4得点を決めて2度目のハットトリックを達成した。最終的に19得点を決めて、プレミアリーグ2011のゴールデンブーツ（得点王）を受賞した。2011年はタイFAカップ、タイ・リーグカップでも優勝し、3つのタイトルを獲得した。
AFCチャンピオンズリーグ2012はグループリーグ全6試合に先発し、全北現代モータース戦で2得点を決めた。
2012年8月13日、ドイツ・ブンデスリーガに昇格したSpVggグロイター・フュルトにローン移籍した。
2013年8月25日、ギリシャ・フットボールリーグ（2部）のイラクリス・プサフナFCに加入した。2014年3月16日に行われた第24節パネギアリオスFC戦の開始2分、8試合目の出場で初得点を記録した。

## 代表
2011年、U-20カメルーン代表に招集され、2011 FIFA U-20ワールドカップに出場した。ラウンド16のメキシコ戦は79分に先制ゴールを決めたが、同点に追いつかれた後のPK戦では1人目でPKを失敗し、チームも3人連続で失敗して0-3で敗れた。オハンザは全4試合に先発フル出場した。

## 所属クラブ
ユース経歴
-  Daga Young Stars

シニア経歴
- 2011年 - 2013年  ブリーラム・ユナイテッドFC
  - 2012年 - 2014年 → SpVggグロイター・フュルト (loan)

- 2013年 - 2014年  Iraklis Psachna FC
- 2014年 - 2015年  NKセスヴェテ
- 2015年 - 2018年  ハイドゥク・スプリト
- 2018年  深圳市足球倶楽部
- 2019年 -  河南建業足球倶楽部

## 代表歴
- 2011年 - 2012年  U-20カメルーン代表
- 2013年 - 現在  カメルーン代表

## タイトル
ブリーラム・ユナイテッドFC
- タイ・プレミアリーグ 優勝 (1) : 2011
- タイFAカップ 優勝 (1) : 2011
- タイ・リーグカップ 優勝 (1) : 2011

個人
- タイ・プレミアリーグ ゴールデンブーツ (1) : 2011